# Kombinat Baumwolle
Das VEB Kombinat Baumwolle war ein Kombinat in der DDR mit Sitz in Karl-Marx-Stadt. Stammbetrieb des Kombinats war der VEB Baumwollspinnerei Karl-Marx-Stadt. Im Kombinat waren Betriebe zusammengefasst, die Textilien herstellten und weiterverarbeiteten. Das Kombinat beschäftigte zeitweise mehr als 70.000 Mitarbeiter und war damit eines der größten Kombinate der DDR. 1990 wurde das Kombinat aufgelöst, kaum einer der Betriebe wurde weitergeführt.

## Geschichte
Das Kombinat wurde 1979 aus der Vereinigung Volkseigener Betriebe (VVB) Baumwolle gebildet und war dem Ministerium für Leichtindustrie direkt unterstellt. Weitere zentralgeleitete Kombinate der Leichtindustrie können in der Liste von Kombinaten der DDR eingesehen werden.
Die Betriebe des Kombinats entwickelten und produzierten folgende Produkte und Halbfabrikat der Textilindustrie:
- Garne und Zwirne aus Baumwolle
- Näh- und Handarbeitsgarne
- texturierte Seiden
- textile Flächen für Haushalt-, Bett- und Nachtwäsche
- Frottee-Erzeugnisse
- Bett- und Nachtwäsche
- Oberbekleidung
- Arbeits- und Berufsbekleidung

Ab 1984 war der VEB Baumwollspinnerei Karl-Marx-Stadt Stammbetrieb des Kombinats. Im Kombinat waren in den 1980er Jahren etwa 70.000 Personen beschäftigt. Letzter Generaldirektor des Kombinats war Siegfried Reinhold. 1990 zählte das Kombinat 27 Betriebe, die in 800 Betriebsstätten (Werken) etwa 40.000 Produkte herstellten. Das Kombinat Baumwolle stellte zum 29. Juni 1990 seine Tätigkeit ein und wurde bis 1993 über die Treuhandanstalt abgewickelt.

## Betriebe und Produkte

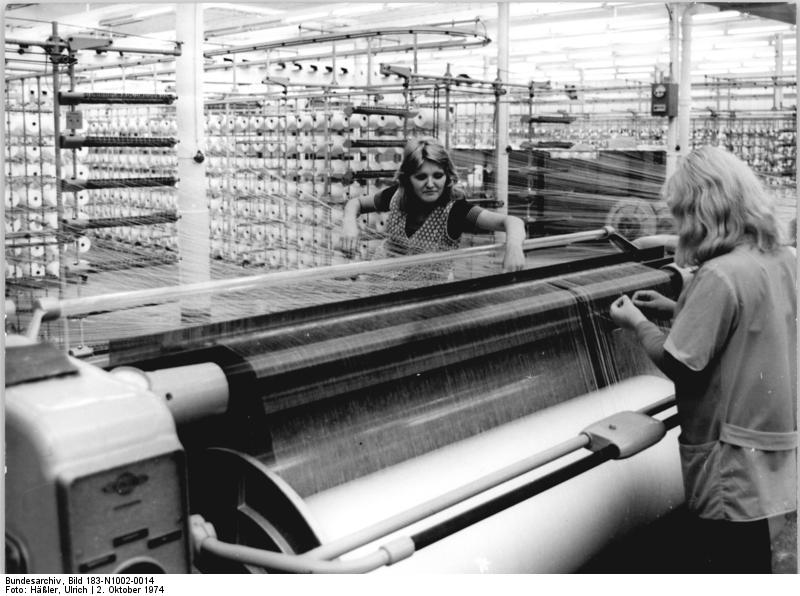
Gewebeherstellung im VEB Oberlausitzer Textilbetriebe, Weberei Neugersdorf (1974)

Zu den Betrieben des Kombinats gehörten unter anderem:
- VEB Annaberger Wäschewerk
- VEB Bandtex Pulsnitz, Pulsnitz
- VEB Baumwollspinnerei Karl-Marx-Stadt, Karl-Marx-Stadt – Stammbetrieb
- VEB Baumwollspinnerei und Zwirnerei Leinefelde, Leinefelde
- VEB Cottana Mühlhausen, Mühlhausen
- VEB Damastweberei Aue, Aue
- VEB Frottana, Großschönau
- VEB Malitex, Hohenstein-Ernstthal – Produktion von „Malimo“
- VEB Oberlausitzer Textilbetriebe, Zittau
- VEB Planet Wäschekonfektion, Eppendorf
- VEB Steppdeckenfabrik Waldenburg, Waldenburg
- VEB Vereinigte Baumwollspinnereien und Zwirnereien, Baumwollspinnerei Flöha
- VEB Vereinigte Wäschefabriken Auerbach, Auerbach/Vogtl.
- VEB Wäschekonfektion Lößnitz, Lößnitz
- VEB Wäscheunion Mittweida, Mittweida